# Psorothamnus spinosus
Psorothamnus spinosus là một loài thực vật có hoa trong họ Đậu. Loài này được (A.Gray) Barneby miêu tả khoa học đầu tiên.

## Hình ảnh

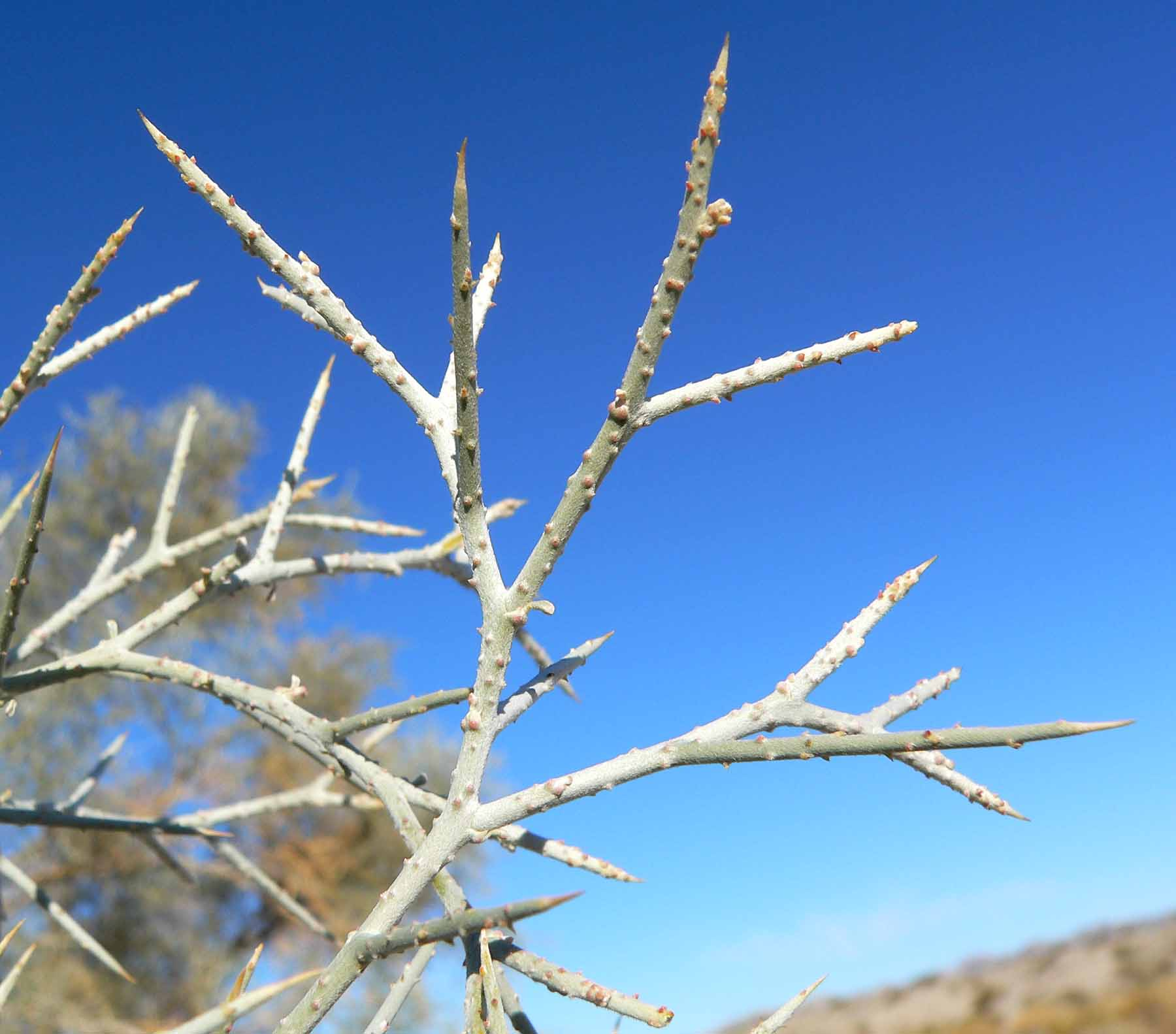
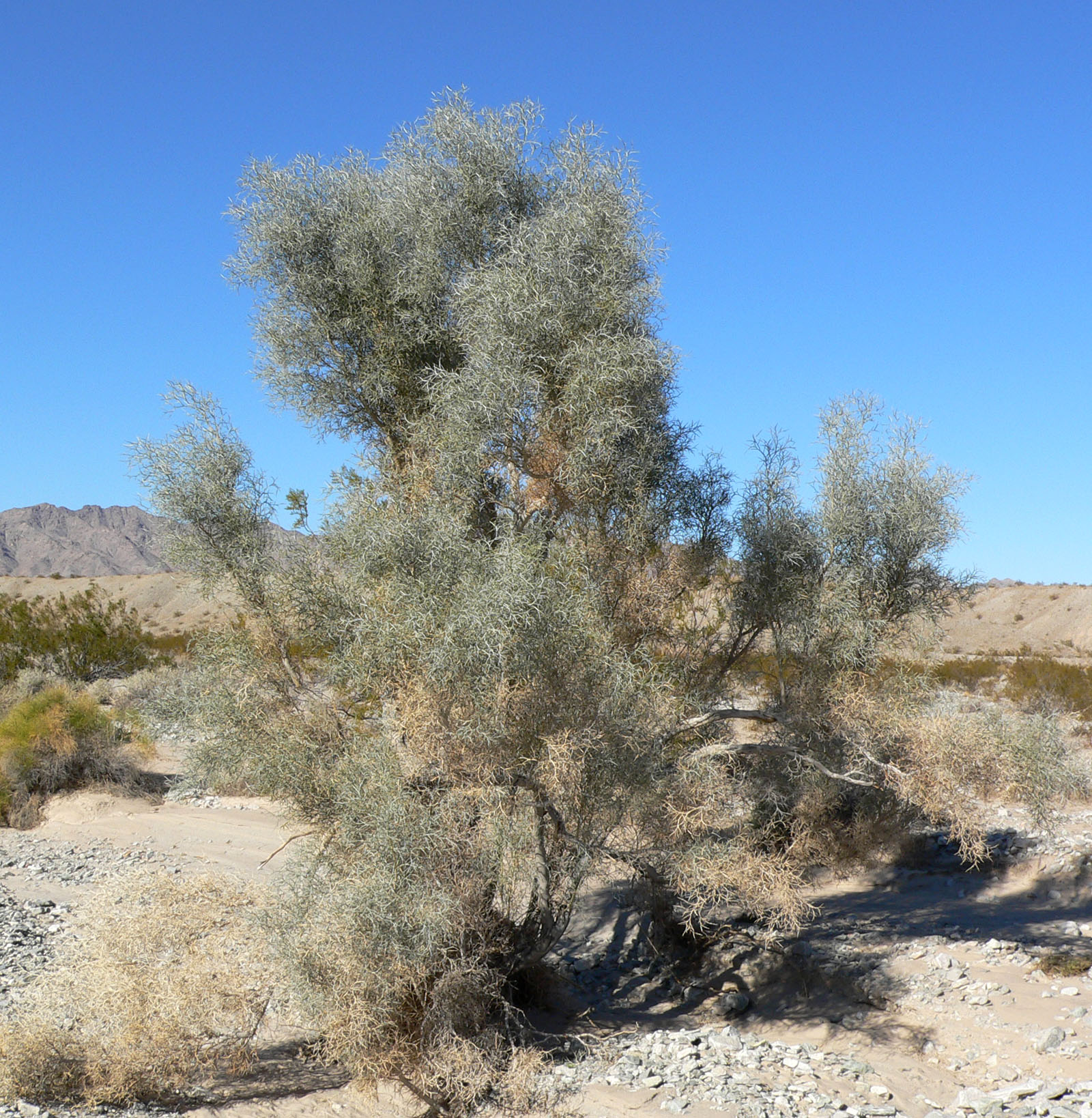
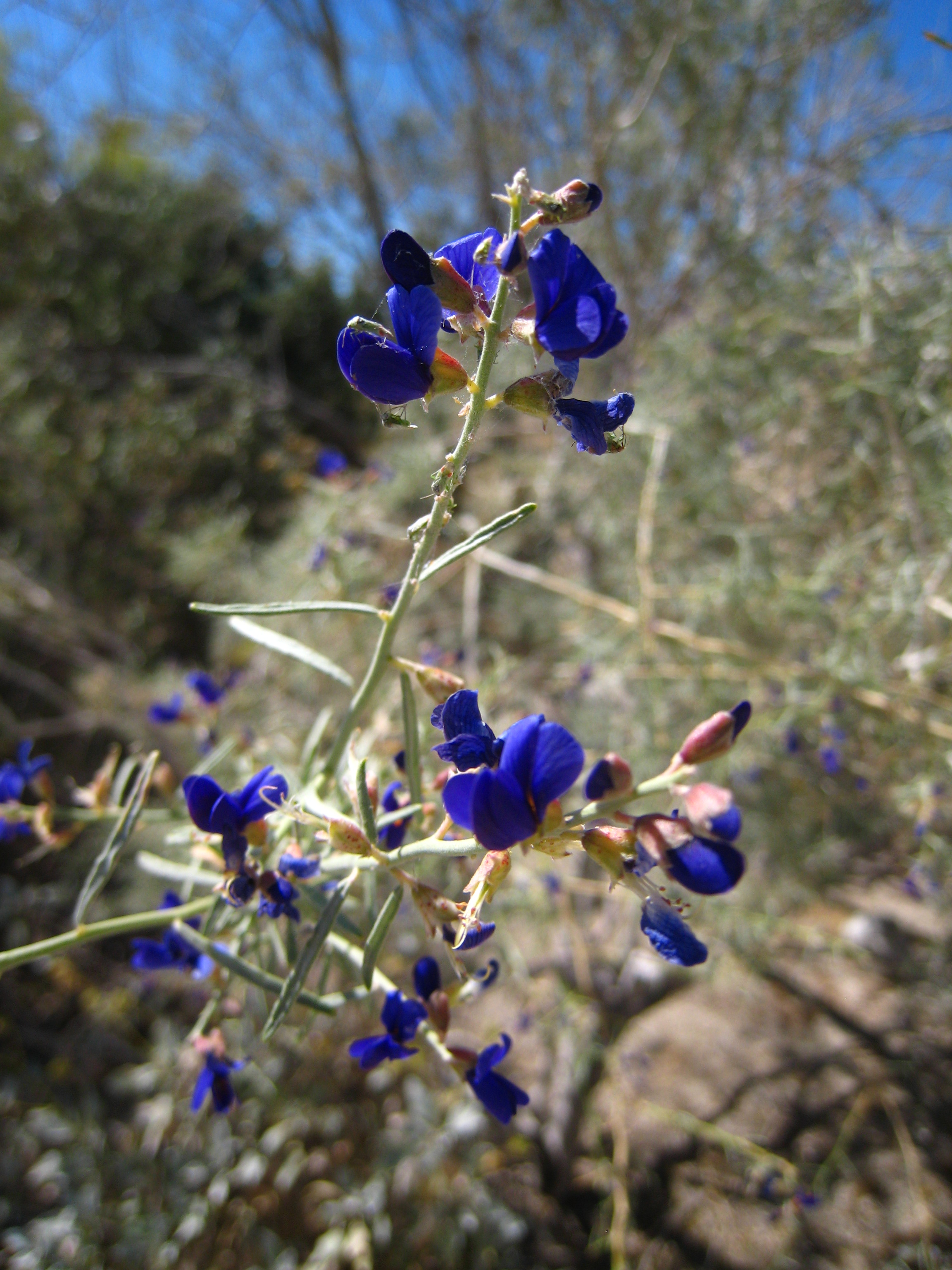
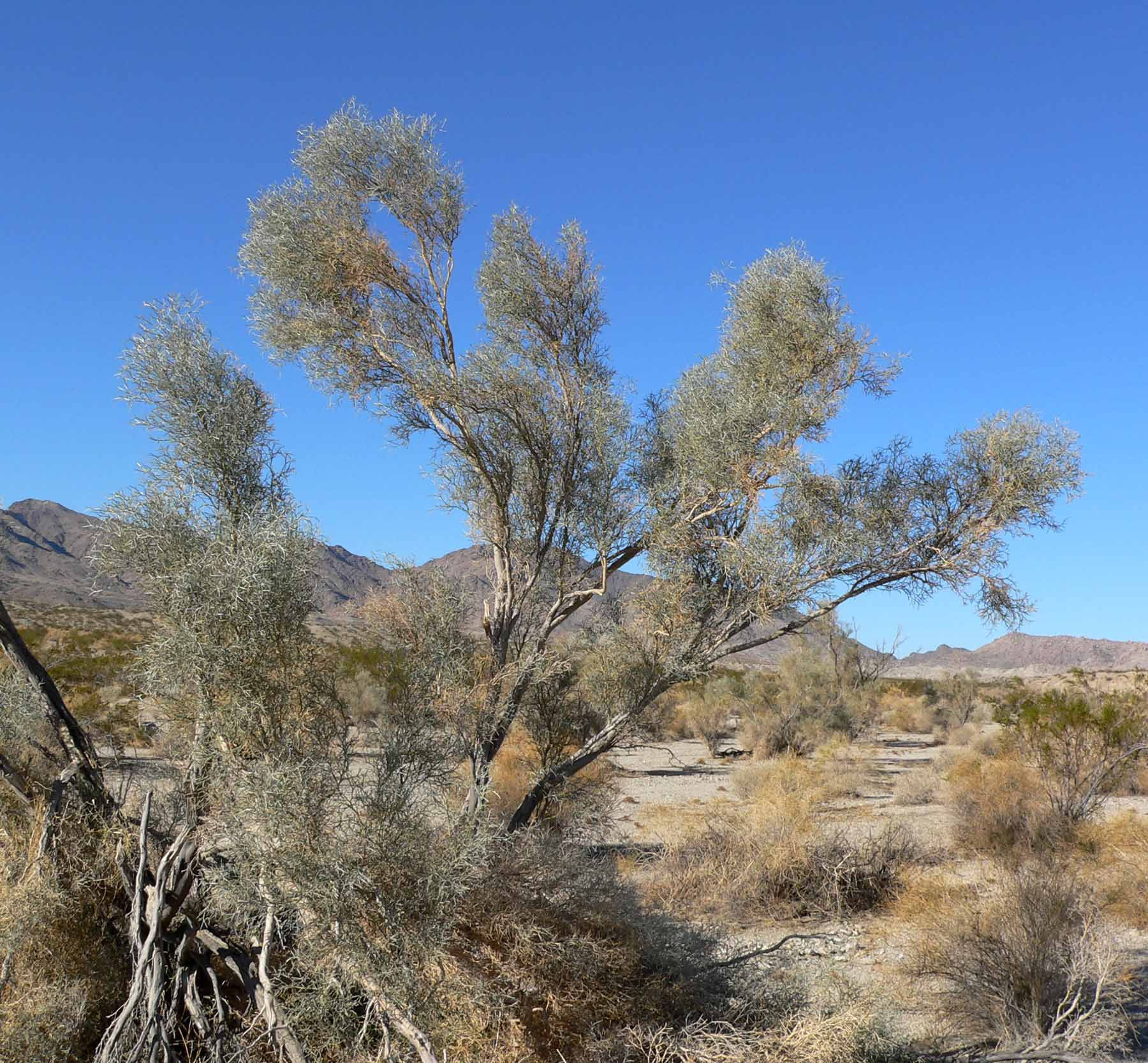